# Mandelbachtal
Mandelbachtal é um município da Alemanha localizado no distrito de Saarpfalz, estado do Sarre.